# 綿鼠負鼠
綿鼠負鼠（學名：Micoureus demerarae），又名酋鼠𪕨，在當地名稱叫作cuíca，
是南美洲有袋類生物、負鼠科下的一種動物。

## 分類學
本物種過往属于负鼠亚科的小尾负鼠属（Micoureus），但在2009年時小尾负鼠属被認為其實是Marmosa屬的亞屬。

## 分佈
此物種分佈於哥伦比亚中部、委內瑞拉、法屬圭亞那、圭亚那、蘇利南、秘鲁東部玻利維亞北部及巴西北部。

## 棲息地
此物種通常棲息於安地斯山脈及鄰近低地之海拔1200米以下熱帶潮濕森林中。此物種常見於林場、經發展地帶和常綠森林。